# Ayşe Sultan († 1656/57)
Ayşe Sultan (* um 1605/06 oder 1608 in Istanbul; † 1656/57 ebenda) war eine osmanische Prinzessin und Tochter von Sultan Ahmed I. und Kösem Sultan.

## Leben
Ayşe Sultan wurde Anfang des 17. Jahrhunderts im Topkapı-Palast in Istanbul als Tochter von Sultan Ahmed I. und dessen Gemahlin Kösem Sultan geboren. Ihr Geburtsdatum wird unterschiedlich angegeben: mal mit 1605, dann 1606, oder 1608. Bei der Erwähnung ihrer ersten Vermählung im Jahr 1612 bezeichnete der Historiker Mustafa Naima Ayşe als „die jüngste der Prinzessinnen“. Ayşe war eine Halbschwester von Sultan Osman II. und Schwester von Sultan Murad IV. und Sultan İbrahim.
Die osmanischen Prinzessinnen wurden normalerweise von ihren Müttern oder Großmüttern väterlicherseits mit einflussreichen osmanischen Beamten verheiratet. Oftmals wurden die potenziellen Ehemänner danach ausgesucht, welchen politischen Nutzen die Verbindung haben würde. Die Prinzessinnen hatten in der Ehe allerdings Privilegien, die sie von anderen muslimischen Frauen unterschieden: sie hatten das Recht, die einzige Frau ihres Ehepartners zu sein, sich zu weigern, die Ehe zu vollziehen, bis sie dazu bereit waren, und sich scheiden zu lassen, wenn sie dies wünschten. Da viele von ihnen als Kinder verheiratet wurden und mehrmals verwitwet und auch aus politischen Gründen geschieden wurden, waren Wiederverheiratungen sehr häufig. Ayşe und ihre Schwester Fatma Sultan waren dafür extreme Beispiele: sie waren mindestens sieben und sechs Mal verheiratet und die letzte Hochzeit fand erst im Alter von 50 bzw. 61 statt. Von Ayşes Ehepartnern wurden zwei hingerichtet, einer ermordet und zwei fielen im Krieg.
Ayşe Sultan wurde 1612 zum ersten Mal verheiratet. Ihr erster Mann war der von 1611 bis zu seinem Tode 1614 regierende Großwesir Gümülcineli Nasuh Pascha. Die Feierlichkeiten ihrer Verlobungs- und Hochzeitszeremonie sowie die ihrer Schwester Gevherhan Sultan mit Öküz Kara Mehmed Pascha, die nacheinander über mehrere Monate in den Jahren 1611 und 1612 stattfanden, wurden von Ahmed so aufwändig und extravagant ausgestattet, dass sie weithin wahrgenommen wurden. Im Juli des Jahres 1614 wurde die kleine Prinzessin mit großem Pomp in den Palast ihres Mannes gebracht, wo er schließlich in ihrer Gegenwart hingerichtet wurde. Während der Sultan alle Besitztümer des Toten beschlagnahmte, durfte Ayşe Sultan den Palast, der sich gegenüber Salacak befindet, behalten.
Noch als Kind wurde Ayşe erneut verheiratet. Karakaş Mehmed Pascha war Beylerbey des Eyâlet Buda. Allerdings starb Mehmed schon bald, während er Osman II. auf dessen Kriegszug gegen Polen im Kampf um die Donaufürstentümer unterstützte und so dauerte die Ehe weniger als ein Jahr.
Im Jahr 1626 bot ihre Mutter Kösem Sultan ihre Hand Hafız Ahmed Pascha an, der 1625/26 und 1631/32 als Großwesir diente. Sie heiratete den 60 Jahre alten Mann entweder im selben Jahr oder am 13. März 1627. Nur einen Monat nach der Ermordung von Hafiz Pascha während einer Revolte der Janitscharen gegen ihren Bruder Murad IV. wurde Ayşe mit Murtaza Pascha verlobt, der Beylerbey des Eyâlet Diyarbekir im Range eines Wesirs war. Die Hochzeit fand jedoch erst im Jahr 1635 statt, als Murtaza Pascha in die Hauptstadt reiste. Der alte und kranke Ehemann, den sie laut Berichten der Republik Venedig hasste, starb allerdings während Murads Feldzug gegen Eriwan im Jahr 1635, der im Laufe des Osmanisch-Safawidischen Krieg (1623–1639) stattfand. So währte auch diese Ehe kein Jahr.
Im Jahr 1639 wurde Ayşe Sultan mit Ahmed Pascha verheiratet, dem Beylerbey von Aleppo und Damaskus, und im März 1645 mit Voynuk Ahmed Pascha († 28. Juli 1649), dem Beylerbey von Adana, Wesir und Kapudan Pascha (1648/49).
Im Jahr 1643, zu Beginn der Regentschaft ihres Bruders İbrahim, erhielten Ayşe und ihre Schwestern Fatma Sultan und Hanzade Sultan die hohe Apanage von 400 Asper pro Tag. Um 1647 ordnete Ibrahim allerdings an, dass sich die drei Schwestern, wie auch ihre Nichte, Murads Tochter Kaya Sultan, entgegen dem Hofprotokoll den Konkubinen unterzuordnen hätten. Er nahm ihnen ihren Grundbesitz und ihren Schmuck und gab das Vermögen wohl seiner Haseki Sultan. Die Prinzessinnen mussten Hümaşah Sultan dienen, indem sie aufmerksam mit Seife, Waschschüssel und einem Krug Wasser bereit standen, während Hümaşah aß, damit die Frau des Sultans sich nach dem Mahl die Hände waschen konnte. Eine Demütigung für die Prinzessinnen, deren Ursache nicht bekannt ist. Weil Ibrahim unzufrieden mit den Diensten der drei Schwestern und deren Nichte war, verbannte er die vier Frauen in den Edirne-Palast.
Etwa fünf oder sechs Jahre nach dem Tod von Voynuk Ahmed Pascha durch Gewehrfeuer in einer Schlacht des Krieges um Kreta wurde Ayşe 1654 oder 1655, dem Rebellen Ibşir Mustafa Pascha († 11. Mai 1655) versprochen. Dank der Heirat erhielt Mustafa Pascha den Posten des Großwesirs. Sie wartete offenbar angespannt auf die Ankunft ihres zukünftigen Mannes, die sich um Monate verzögerte – denn sie entsandte mehrere Emissäre, um ihn in die Hauptstadt zu bringen. Ihrem Leibdiener Mercan Ağa gelang dies schließlich, und als Mustafa Pascha und seine Truppen den Palast in Üsküdar erreichten, empfing sie ihn und die geladenen Staatsgäste mit einem aufwendigen Bankett. Die Hochzeit fand am 28. Februar 1655 statt, doch das gemeinsame Leben endete bald mit der Exekution des Gatten im November 1655.
Ayşe Sultan starb um 1656/57. Sie wurde in der Türbe ihres Vaters Ahmed I. in der Sultan-Ahmed-Moschee beigesetzt.

## Stiftungen
Im Jahr 1618 stiftete Ayşe Sultan einen Brunnen in Istanbul.

## Rezeption
Ayşe Sultan spielt die Hauptrolle in Güngör Dilmens Theaterstück Ben, Anadolu (dt.: Ich, Anatolien). In der türkischen Historienserie Das osmanische Imperium – Harem: Der Weg zur Macht wird die erwachsene Ayşe Sultan von der türkischen Schauspielerin Sude Zulal Güner gespielt.